# Friedrich Quincke

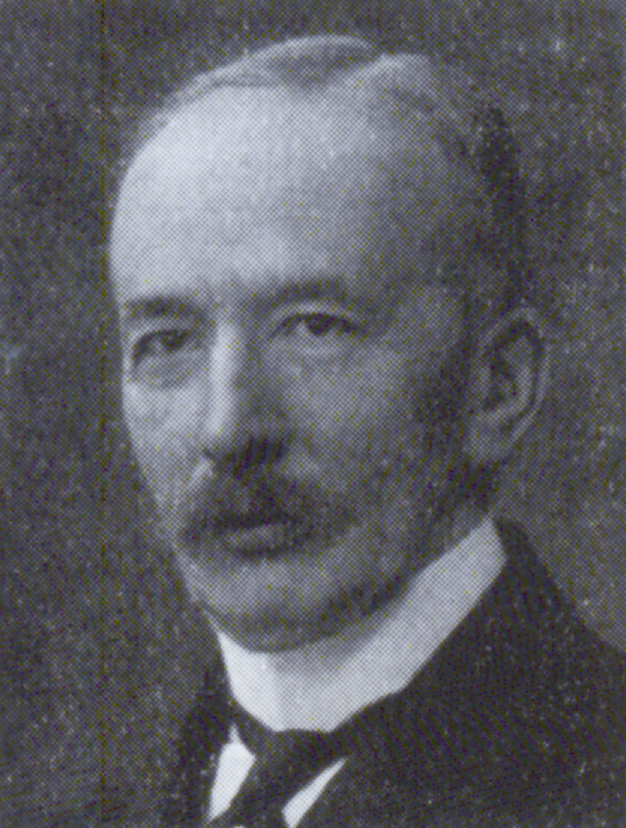
Friedrich Quincke, um 1931

Friedrich Peter Hermann Quincke (* 5. August 1865 in Berlin; † 30. März 1934 in Hannover) war ein deutscher Chemiker und als Professor für Technische Chemie von 1927 bis 1929 Rektor der Technischen Hochschule Hannover.

## Leben
Friedrich Quincke ist der einzige Sohn von Georg Hermann Quincke und mütterlicherseits ein Enkel von Peter Rieß. Beide, wie auch sein Onkel Heinrich Irenaeus Quincke, waren naturwissenschaftliche Hochschullehrer, so dass Friedrich Quincke die Naturwissenschaft in die Wiege gelegt worden war.
1883 legte er die Reifeprüfung in Heidelberg ab und begann ein Studium der Chemie und Physik in Heidelberg, Bonn und Berlin. Sommersemester 1884 trat Quincke in Heidelberg der Verbindung Karlsruhensia bei. Er promovierte 1888 bei August Wilhelm von Hofmann in Berlin Zur Geschichte des Acenaphtens und arbeitete anschließend als Assistent an der Universität Göttingen und für Ludwig Mond in London. Von 1891 bis 1896 war er Betriebsleiter bei der Chemischen Fabrik Rhenania AG in Stolberg (Rheinland). Nach einer kurzen Tätigkeit für eine chemische Fabrik in Sachsen begann Quincke 1898 bei der Friedr. Bayer et comp. in Elberfeld zunächst als Betriebsleiter zu arbeiten. Er wirkte im Wesentlichen am Aufbau der anorganischen Abteilung im neuen Werk in Leverkusen mit und baute dort mit eine der weltweit größten Schwefelsäureanlagen auf. Er wurde in der Folgezeit Prokurist (1905) und stellvertretendes Vorstandsmitglied (1912) und verantwortete während des Ersten Weltkriegs die Errichtung von Großanlagen zur Chlor-Elektrolyse und Herstellung von Salpetersäure aus Ammoniak. 1920 übernahm Quincke für nur kurze Zeit die Leitung der Chemischen Fabrik Rhenania AG und bis 1925 den Vorsitz des Vereins Deutscher Chemiker.
1921 wurde er von der Technischen Hochschule Hannover als Professor für Technische Chemie berufen und widmete seine Forschungen der technischen Katalyse. Von 1927 bis 1929 führte er die Hochschule als Rektor. 1933 wurde er emeritiert.
Quincke verstarb 1934 und wurde im Familiengrab Quincke auf dem Friedhof der französisch-reformierten Gemeinde in Berlin beigesetzt.
Friedrich Quincke heiratete Emilie Lautenbach (1894), mit der er drei Söhne und eine Tochter hatte. Sein Sohn Hermann Quincke (1901–1982) wurde Mediziner und Hochschullehrer, ein Sohn fiel im Ersten Weltkrieg.

## Auszeichnungen
- 1928: Ehrendoktorwürde der Veterinärmedizin der Tierärztlichen Hochschule Hannover
- 1929: Ehrendoktorwürde der Ingenieurwissenschaften der RWTH Aachen
- 1933: Ehrenbürger der TH Hannover

## Schriften (Auswahl)
- Hermann Ost, Nachruf, in: Angewandte Chemie 44 (1931), 557 ff.
- mit Ludwig Mond und Carl Langer: Action of carbon monoxide on nickel in J. Chem. Soc. Trans. 57 (1890) S. 749–753; doi:10.1039/CT8905700749.
- mit Ludwig Mond: Ueber eine flüchtige Verbindung des Eisens mit Kohlenoxyd
- Zur Geschichte des Acenaphtens, Inaugural-Dissertation TU Berlin, Bading, 1888